# Rieselpapier

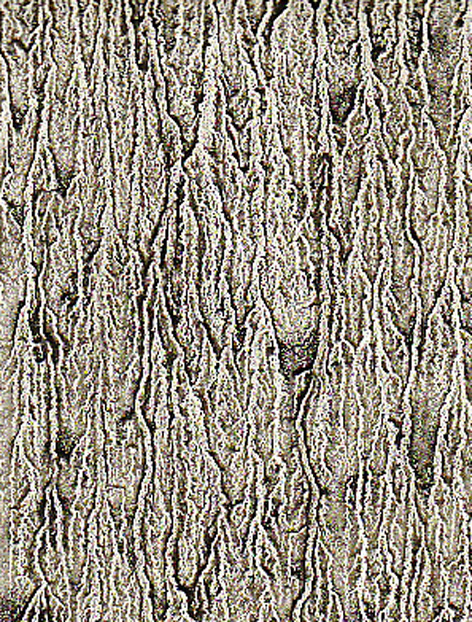
Rieselpapier nach Vorbildern aus dem 19. Jahrhundert

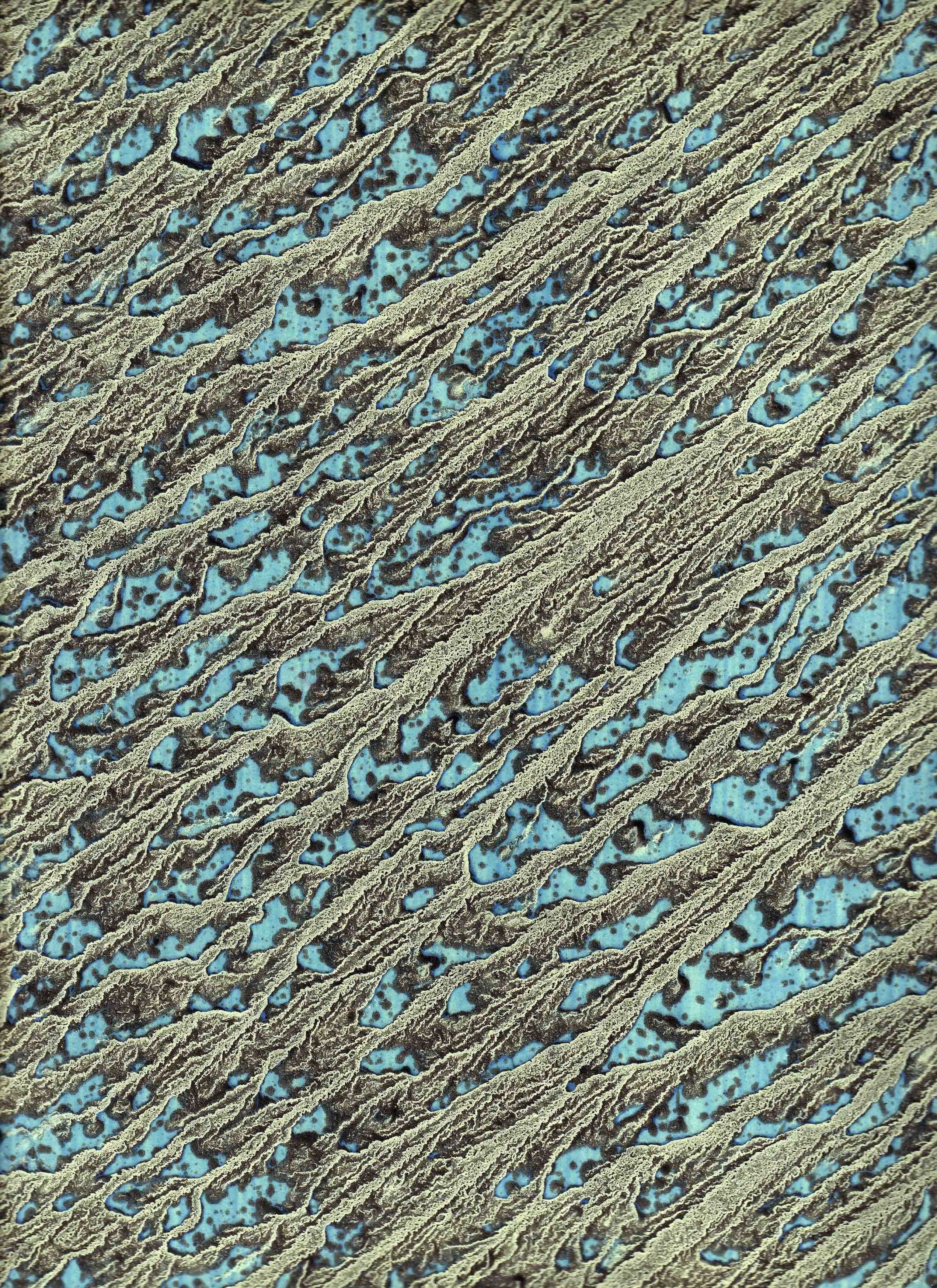
Rieselpapier mehrfarbig, wohl 1970/1980, nicht signiert

Rieselpapier ist eine Untergruppe von Buntpapier. Es handelt sich um Papier, über das eine zu diesem Zweck aufgesprenkelte oder aufgetropfte gefärbte oder ungefärbte Flüssigkeit gerieselt ist und dabei auf der Oberfläche deutlich sichtbare Rieselspuren hinterlassen hat. Der Effekt kann mechanisch, durch Zusatz von Chemikalien zur Rieselflüssigkeit oder durch eine Kombination aus beidem erzielt werden. Obwohl für die Herstellung der meisten Varianten Kleister zur Anwendung kommt, gehört Rieselpapier nicht zu den Kleisterpapieren. Trotz der manchmal noch anzutreffenden Bezeichnung Rieselmarmor gehört es auch nicht zu den Marmorpapieren. Rieselpapier bildet eine eigene Gruppe. Nur vereinzelt wird die gesamte auf dem Bogen befindliche feuchte Masse zu einer Rieselbewegung veranlasst. Diese Technik führt notwendigerweise zu hohem Materialverlust.
Historische Termini für Rieselpapier sind beispielsweise Markgrafen-Marmor, Rieselmarmor und Ablauftechnik.
In Europa ist Rieselpapier in seltenen Fällen an Objekten zu sehen, die auf das späte 18. Jahrhundert datierbar sind. In der Regel aber ist die Zeit ab ca. 1800 bis Mitte 19. Jahrhundert als Entstehungszeit europäischer Rieselpapiere anzunehmen. Türkische Rieselpapiere hingegen wurden schon in europäischen Stammbüchern aus dem 16. Jahrhundert nachgewiesen. In dem auf circa 1580/90 datierten Dryden Album in der Wren Library des Trinity College, Cambridge, UK befinden sich über 60 zwischengebundene, höchstwahrscheinlich türkische Rieselpapiere. Möglicherweise wurden sie speziell für europäische Kunden produziert und waren ungebräuchlich für den Eigenbedarf in der Türkei. Für die Entwicklung und Bedeutung des Rieselpapiers in Europa und in der Türkei zwischen ca. 1600 und ca. 1800 fehlen noch belastbare Forschungsergebnisse.

Rieselpapier stellt hohe Ansprüche an Material und Technik und ist recht zeitintensiv in der Herstellung. Es ist weder so farbenfroh wie beispielsweise Marmorpapier noch so vielseitig wie beispielsweise Kleisterpapier oder so prächtig wie beispielsweise Brokatpapier. Wohl deswegen sieht man es zwar immer wieder, insgesamt aber doch recht selten in verarbeiteter Form an Bucheinbänden und anderen Objekten oder als unverarbeitete Bogen in Sammlungen.

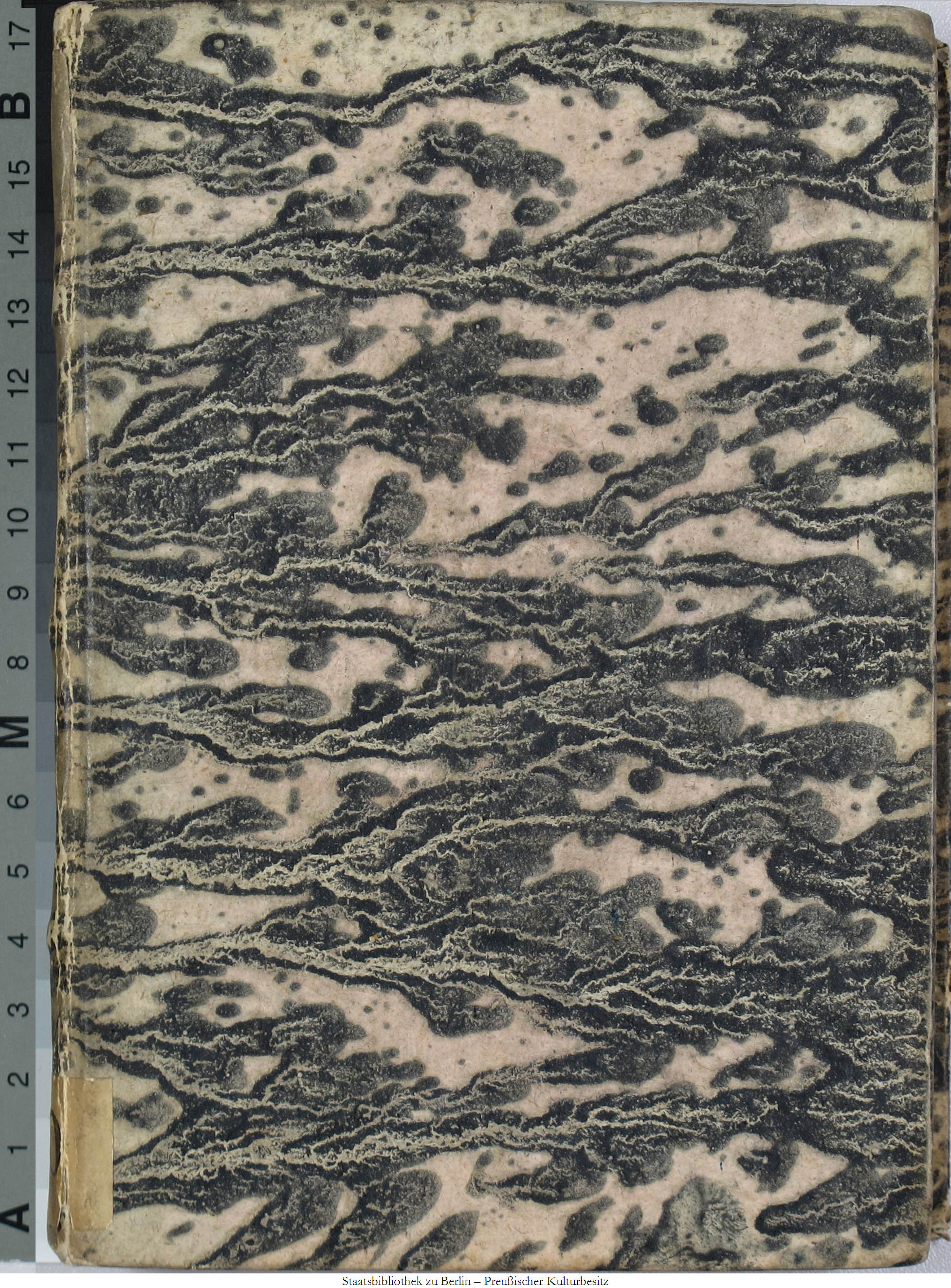
Rieselpapier als Bezugsstoff eines Bucheinbandes